# 斯米爾諾娃-切爾尼赫彗星
'斯米爾諾娃-切爾尼赫彗星（74P/Smirnova–Chernykh）是一顆週期彗星。斯米爾諾娃-切爾尼赫彗星符合恩克型彗星的定義，並且是一顆準希爾達彗星。
1975年3月下旬，塔瑪拉·米哈伊洛夫娜·斯米爾諾娃（Tamara Mikhajlovna Smirnova）在檢查克里米亞天文台的曝光照片時發現了它。在發現影像中，這顆彗星的視星等約為15等。在發現的那一年，彗星在1975年8月6日到達近日點。
這顆彗星曾於1967年被拍攝到，但被認為是一顆小行星，並命名為1967 EU。
斯米爾諾娃-切爾尼赫彗星的直徑估計為4.46公里，目前軌道完全位於木星軌道內。

## 外部連結
- Orbital simulation （页面存档备份，存于） from JPL (Java) / Horizons Ephemeris （页面存档备份，存于）
- 74P at Kazuo Kinoshita's Comets （页面存档备份，存于）
- Images （页面存档备份，存于） of 74P/Smirnova–Chernykh from the 2009 passage